# Cynthia Rothrock
Cynthia Rothrock (Wilmington, 8 de março de 1957), é uma atriz americana especializada em filmes de artes marciais. Ela nasceu em Wilmington, Delaware, e foi criada em Scranton, Pensilvânia.

## Conquistas e feitos nas artes marciais
Cynthia Rothrock foi cinco vezes Campeã Mundial de Karatê em performance e com armas entre 1981 e 1985. Essas categorias não são orientados para combater, sendo exibido de fluidez de movimento ao invés de lutar, e portanto não há separação nas categorias masculino e feminino, mas totalmente aberto a ambos os sexos.
Ela tem seis faixas pretas em várias disciplinas marciais do Extremo Oriente, incluindo Tang Soo Do (também "tangsudo", coreano), Tae Kwon Do (coreano), Garra de Águia (chinês), Wu Shu (Chinês contemporâneo), Shaolin do Norte (chinês clássico), e Pai Lum Tao Kung Fu (chinesa contemporânea). Ela recebeu sua faixa preta de 6 º grau em Tang Soo Do Moo Duk Kwan em 2006. Ela foi testada pelo Grão-Mestre Robert Kovaleski, 7 º Dan e presidente da ITMA, e foi promovido a faixa preta 7 º grau por Kovaleski em 2011. Ela também trabalha como instrutora de artes marciais, suas armas favoritas são as espadas gancho.

## Carreira de Atriz
O norte da Califórnia foi a sua casa, em 1983, onde trabalhou com a equipe da demonstração Costa Oeste. Neste momento Golden Harvest estava procurando em Los Angeles o próximo Bruce Lee. Foram observadas as formas e manobras de Rothrock e a Golden Harvest assinou um contrato com ela. Dois anos mais tarde (1985) ela fez seu primeiro filme de artes marciais para eles sim, Senhora (também conhecida como Police Assassins ou In the Line of Duty Parte 2), que também estrelou Michelle Yeoh. Ele provou ser um sucesso de bilheteria. Ela acabou ficando em Hong Kong até 1988 fazendo sete filmes ali.
Rothrock tornou-se um dos poucos artistas Ocidentais a alcançar o estrelato genuíno na indústria cinematográfica local de Hong Kong antes de alcançar o sucesso em seu próprio país. O produtor Pierre David iniciou o movimento de Rothrock para o cinema americano. David ofereceu-lhe um papel, co-estrelando com Chad McQueen em Lei Marcial, primeira produção de Rothrock nos EUA. Para os próximos dez anos, ela liderou uma carreira de sucesso em filmes de ação B- grau. Seus filmes incluem China O'Brien e China O'Brien 2, Anjo da Guarda, Honra e Glória, No Retreat, No Surrender 2 e Prince of the Sun, entre uma lista de trinta filmes.
Rothrock também apareceu como Bertha Jo no filme 1997 de televisão The Dukes of Hazzard: Reunion. Ela foi uma inspiração para o personagem de vídeo game Sonya Blade da série Mortal Kombat: Conquest e emprestou sua voz na série animada Eek the Cat.

## Vida Pessoal
Rothrock é casada com o ator de Hong Kong Mang Hoi (estrela de Heart Of The Dragon e Legacy Of Rage). Rothrock tem uma filha, Skylar Sophia Rothrock. Ela trabalha como professora de artes marciais, e é co-proprietária de um estúdio de artes marciais em Studio City, Califórnia, como parte da United Studios de cadeia Auto-Defesa de estúdios de artes marciais.

## Filmografia
- 1985 - 24 Hours Till Midnight
- 1985 - Defend Yourself/Sybervision
- 1985 - Yes, Madam
- 1986 - Millionaire's Express (Shanghai Express)
- 1986 - No Retreat, No Surrender 2 Europa Home Vídeo e Penthouse Films (VHS-1992) na TV Bandeirantes no Cine Band em DVD da Universal Studios
- 1986 - Righting Wrongs (aka Above the Law)
- 1987 - Magic Crystal
- 1988 - The Inspector Wears Skirts (aka Top Squad)
- 1988 - Blonde Fury(Righting Wrongs 2)
- 1988 - China O'Brien
- 1988 - China O'Brien 2
- 1989 - Angel of Fury (Triple Cross)
- 1989 - Martial Law
- 1989 - Prince of the Sun
- 1990 - Deadliest Art: Best of the Martial Arts Films
- 1990 - Free Fighter
- 1990 - Fast Getaway
- 1990 - Martial Law 2 (Undercover)
- 1990 - Lady Dragon da Vídeoban e a TV Bandeirantes
- 1990 - Tiger Claws com a Reserva Especial Vídeo e Screen Life Home Vídeo e a TV Bandeirantes
- 1990 - Rage and Honor
- 1991 - Honor and Glory
- 1991 - Rage and Honor 2
- 1991 - Lady Dragon 2 na Top Tape e a extinta Rede Manchete
- 1992 - City Cops (Beyond the Law)
- 1993 - Irrisistible Force
- 1993 - Guardian Angel
- 1994 - Undefeatable
- 1994- Bloody Mary Killer
- 1994- Fast Getaway 2
- 1994- Eye for an Eye
- 1995- Tiger Claws 2
- 1996- Hercules: The Legendary Journeys (TV)
- 1996- Sworn to Justice (anteriormente Blond Justice)
- 1996- Checkmate
- 1996- Night Vision
- 1996- The Encyclopedia of Martial Arts-Martial Combat
- 1997- The Hostage
- 1997- The Dukes of Hazzard: Reunion!
- 1997- American Tigers
- 1999- Tiger Claws 3
- 2000- Manhattan Chase
- 2001- Redemption
- 2002- Outside the Law
- 2003- Bala Perdida
- 2004- Xtreme Fighter (Sci-Fighter)
- 2014- Mercenaries